# Récompenses des Suns de Phoenix
Les Suns de Phoenix sont une franchise de basket-ball américaine évoluant dans la National Basketball Association. Cet article regroupe l'ensemble des récompenses des Suns de Phoenix durant les saisons NBA.

## Titres de l'équipe

### Champion NBA
Les Suns n'ont pas remporté de titre NBA.

### Champion de conférence
Les Suns ont remporté 3 titres de champion de la Conférence Ouest : 1976, 1993 et 2021.
Ils ont été finalistes en 1979, 1984, 1989, 1990, 2005, 2006, 2010.

### Champion de division
Les Suns ont été 8 fois champions de leur division : 1981, 1993, 1995, 2005, 2006, 2007, 2021 et 2022.
Ces titres ont tous été obtenus au sein de la division Pacifique.

## Titres individuels

### MVP
- Charles Barkley — 1993
- Steve Nash (x2) — 2005, 2006

### Défenseur de l'année
- Sidney Moncrief (x2) – 1983, 1984

### Rookie de l'année
- Alvan Adams — 1976
- Walter Davis — 1978
- Amar'e Stoudemire — 2003

### 6ème homme de l'année
- Eddie Johnson — 1989
- Danny Manning — 1998
- Rodney Rogers — 2000
- Leandro Barbosa — 2007

### Meilleure progression de l'année
- Kevin Johnson — 1989
- Boris Diaw — 2006
- Goran Dragić — 2014

### Entraîneur de l'année
- Cotton Fitzsimmons — 1989
- Mike D'Antoni — 2005
- Monty Williams — 2022

### Exécutif de l'année
- Jerry Colangelo (x4)– 1976, 1981, 1989, 1993
- Bryan Colangelo – 2005
- James Jones – 2021

### J. Walter Kennedy Citizenship Award
- Kevin Johnson – 1991
- Steve Nash – 2007

### NBA Sportsmanship Award
- Grant Hill (x2) — 2008, 2010

### NBA Community Assist Award
- Devin Booker – 2021

## Hall of Fame

### Joueurs
13 hommes ayant joué aux Suns principalement, ou de façon significative pendant leur carrière ont été introduits au Basketball Hall of Fame (également appelé Naismith Memorial Basketball Hall of Fame).
| Joueur           | Activité aux Suns   | Activité aux Suns   | Hall of Fame        |
| Joueur           | Années              | Titres avec Phoenix | Année intronisation |
| ---------------- | ------------------- | ------------------- | ------------------- |
| Connie Hawkins   | 1969–1973           | 0                   | 1992                |
| Gail Goodrich    | 1968–1970           | 0                   | 1996                |
| Charles Barkley  | 1992–1996           | 0                   | 2006                |
| Gus Johnson      | 1972                | 0                   | 2010                |
| Dennis Johnson   | 1980–1983           | 0                   | 2016                |
| Shaquille O'Neal | 2008–2009           | 0                   | 2018                |
| Charlie Scott    | 1972–1975           | 0                   | 2018                |
| Steve Nash       | 1996–1998 2004–2012 | 0                   | 2018                |
| Jason Kidd       | 1996–2001           | 0                   | 2018                |
| Grant Hill       | 2007–2012           | 0                   | 2018                |
| Paul Westphal    | 1975–1980 1983–1984 | 0                   | 2019                |
| Vince Carter     | 2010–2011           | 0                   | 2024                |
| Walter Davis     | 1977–1988           | 0                   | 2024                |

### Entraineurs, managers et contributeurs
| Personnalité       | Activité aux Suns             | Activité aux Suns   | Activité aux Suns | Hall of Fame        | Hall of Fame |
| Personnalité       | Années                        | Titres avec Phoenix | Fonction          | Année intronisation | Qualité      |
| ------------------ | ----------------------------- | ------------------- | ----------------- | ------------------- | ------------ |
| Jerry Colangelo    | 1968–1995                     | 0                   | manager général   | 2004                | contributeur |
| Rick Welts         | 2002–2011                     | 0                   | président         | 2018                | contributeur |
| Cotton Fitzsimmons | 1970–1972 1988-1992 1996-1997 | 0                   | entraîneur        | 2021                | entraîneur   |

## Maillots retirés
Les maillots retirés de la franchise des Suns sont les suivants :
- 5 - Dick Van Arsdale
- 6 - Walter Davis
- 7 - Kevin Johnson
- 33 - Alvan Adams
- 42 - Connie Hawkins
- 44 - Paul Westphal

## Récompenses du All-Star Week-End

### Sélections au All-Star Game
Liste des joueurs sélectionnés pour le All-Star Game, en tant que joueur des Suns de Phoenix :
- Dick Van Arsdale (x3) – 1969, 1970, 1971
- Gail Goodrich – 1969
- Connie Hawkins (x4) – 1970, 1971, 1972, 1973
- Paul Silas – 1972
- Charlie Scott (x3) – 1973, 1974, 1975
- Alvan Adams – 1976
- Paul Westphal (x4) – 1977, 1978, 1979, 1980
- Walter Davis (x6) – 1978, 1979, 1980, 1981, 1984, 1987
- Dennis Johnson (x2) – 1981, 1982
- Truck Robinson – 1981
- Maurice Lucas – 1983
- Larry Nance – 1985
- Tom Chambers (x3) – 1989, 1990, 1991
- Kevin Johnson (x3) – 1990, 1991, 1994
- Jeff Hornacek – 1992
- Dan Majerle (x3) – 1992, 1993, 1995
- Charles Barkley (x4) – 1993, 1994, 1995, 1996
- Jason Kidd (x3) – 1998, 2000, 2001
- Shawn Marion (x4) – 2003, 2005, 2006, 2007
- Stephon Marbury – 2003
- Steve Nash (x6) – 2005, 2006, 2007, 2008, 2009, 2012
- Amar'e Stoudemire (x5) – 2005, 2007, 2008, 2009, 2010
- Shaquille O'Neal – 2009
- Devin Booker (x4) – 2020, 2021, 2022, 2024
- Chris Paul (x3) – 2021, 2022
- Kevin Durant (x2) – 2024, 2025

### MVP du All-Star Game
- Shaquille O'Neal — 2009

### Entraîneur au All-Star Game
- John MacLeod — 1981
- Paul Westphal (x2) — 1993, 1995
- Mike D'Antoni — 2007
- Monty Williams — 2022

### Vainqueur du concours à 3 points
- Quentin Richardson – 2005
- Devin Booker – 2018

### Vainqueur du concours de dunks
- Larry Nance – 1984
- Cedric Ceballos – 1992

### Vainqueur du Skills Challenge
- Steve Nash (x2) — 2005, 2010

## Distinctions en fin d'année

### All-NBA Team

#### All-NBA First Team
- Connie Hawkins — 1970
- Paul Westphal (x3) — 1977, 1979, 1980
- Dennis Johnson — 1981
- Charles Barkley — 1993
- Jason Kidd (x3) — 1999, 2000, 2001
- Steve Nash (x3) — 2005, 2006, 2007
- Amar'e Stoudemire — 2007
- Devin Booker — 2022

#### All-NBA Second Team
- Paul Westphal — 1978
- Walter Davis (x2) — 1978, 1979
- Kevin Johnson (x4) — 1989, 1990, 1991, 1994
- Tom Chambers (x2) — 1989, 1990
- Charles Barkley (x2) — 1994, 1995
- Amar'e Stoudemire (x3) — 2005, 2008, 2010
- Steve Nash (x2) — 2008, 2010
- Chris Paul — 2021
- Kevin Durant — 2024

#### All-NBA Third Team
- Kevin Johnson — 1992
- Charles Barkley — 1996
- Stephon Marbury — 2003
- Shawn Marion (x2) — 2005, 2006
- Shaquille O'Neal — 2009
- Goran Dragić — 2014
- Chris Paul — 2022
- Devin Booker — 2024

### NBA All-Rookie Team

#### NBA All-Rookie First Team
- Gary Gregor — 1969
- Mike Bantom — 1974
- Alvan Adams — 1976
- Ron Lee — 1977
- Walter Davis — 1978
- Armon Gilliam — 1988
- Michael Finley — 1996
- Amar'e Stoudemire — 2003
- Devin Booker — 2016
- Deandre Ayton — 2019

#### NBA All-Rookie Second Team
- Richard Dumas — 1993
- Wesley Person — 1995
- Shawn Marion — 2000
- Joe Johnson — 2002
- Marquese Chriss — 2017
- Josh Jackson — 2018

### NBA All-Defensive Team

#### NBA All-Defensive First Team
- Don Buse (x3) — 1978, 1979, 1980
- Dennis Johnson (x3) — 1981, 1982, 1983
- Jason Kidd (x2) — 1999, 2001
- Raja Bell — 2007
- Mikal Bridges — 2022

#### NBA All-Defensive Second Team
- Paul Silas (x2) — 1971, 1972
- Dick Van Arsdale — 1973
- Dan Majerle (x2) — 1991, 1993
- Jason Kidd — 2000
- Clifford Robinson — 2000
- Raja Bell — 2008